# كلود لانسلوت
كلود لانسلوت (بالفرنسية: Claude Lancelot Dulaque)‏ هو لغوي فرنسي، ولد في 1615 في غلاند ‏ في فرنسا، وتوفي في 15 أبريل 1695 في بلدية كيمبرلي في فرنسا.